# Velîkîi Rojîn, Cosău
Velîkîi Rojîn (în ucraineană Великий Рожин) este o comună în raionul Cosău, regiunea Ivano-Frankivsk, Ucraina, formată numai din satul de reședință.

## Demografie
Componența lingvistică a comunei Velîkîi Rojîn
     Ucraineană (99,94%)
     Alte limbi (0,06%)
Conform recensământului din 2001, majoritatea populației comunei Velîkîi Rojîn era vorbitoare de ucraineană (99,94%), existând în minoritate și vorbitori de alte limbi.